# James (prénom)
James est un prénom masculin, variante de Jacques.

## Origine

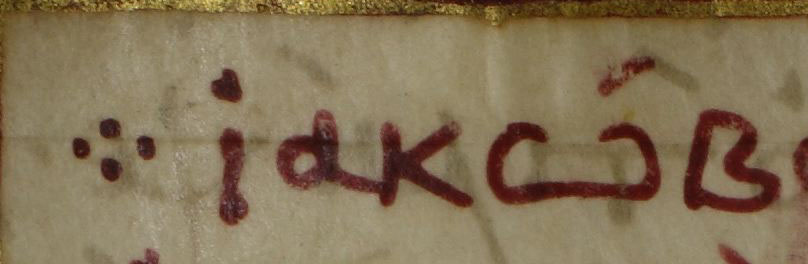
Le prénom Jakob dans l'Épître de Jacques, manuscrit anonyme du XIIe siècle

L'anthroponyme James est une variante française ancienne de Jacques, issue du bas latin Jacomus (cf. italien Giacomo), variante de Jacobus, forme latinisée de l'anthroponyme d'origine hébraïque Jacob,. Jacob ou Israël est l'un des trois patriarches majeurs dans la Bible et un prophète dans le Coran.
Il fait référence à Saint Jacques-le-Majeur, qui se fête le 25 juillet ou à Saint Jacques-le-Mineur, qui se fête le 3 mai. Ce sont deux des douze apôtres dans les évangiles.
En Grec ancien, le prénom hébreu Yaaqob (יַעֲקֹב) devient Iakób (Ἰακώβ) dans sa transcription littérale, comme on peut le constater par exemple dans le manuscrit de l'Épître de Jacques. Il a ensuite été transcrit Iacobus (ou Jacobus) en latin puis Iacomus (ou Jacomus) en latin tardif, qui a donné Jacome, Jacme et Jame en France. 

## Prénom français

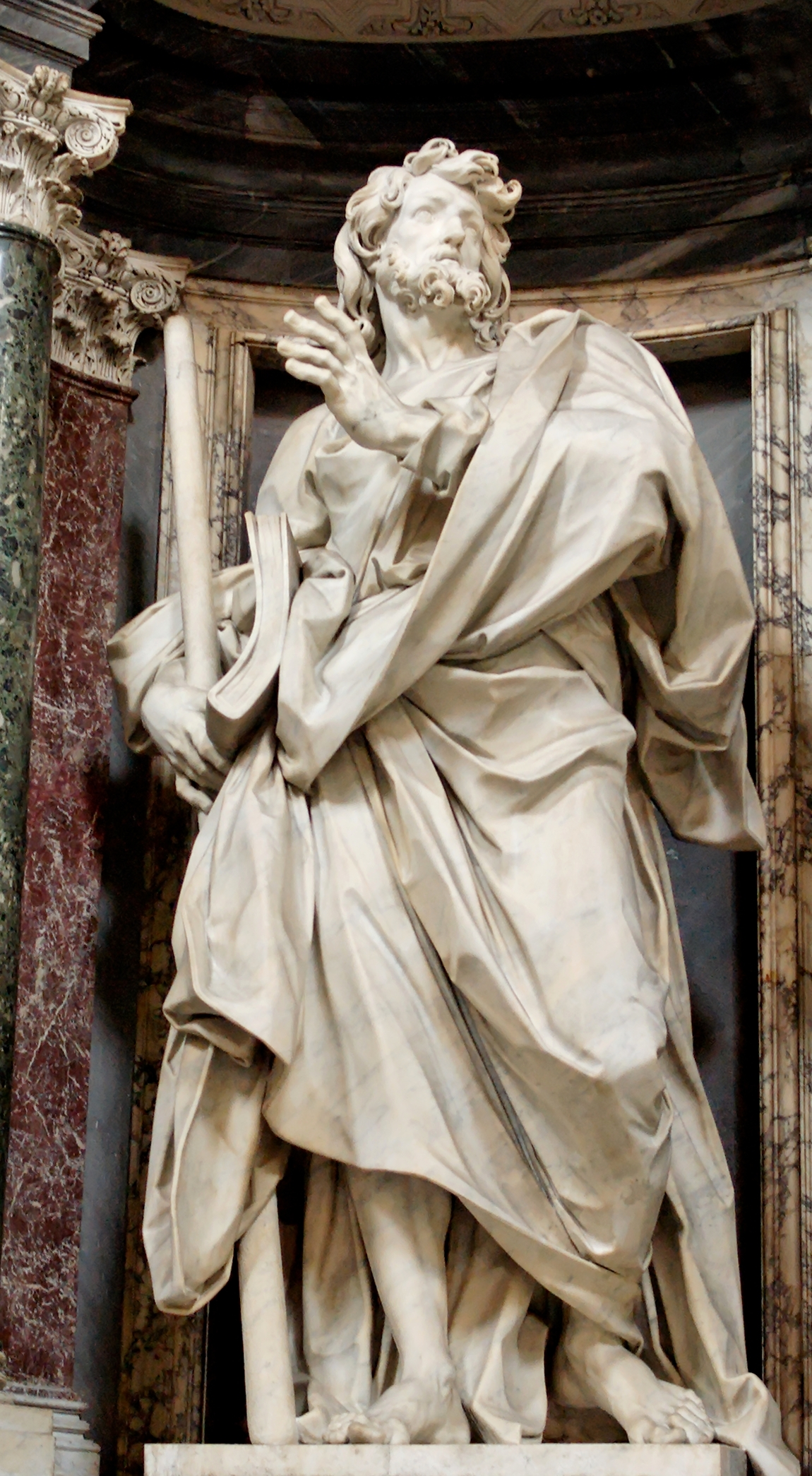
Saint Jacques le mineur ou James, Basilique du Latran.

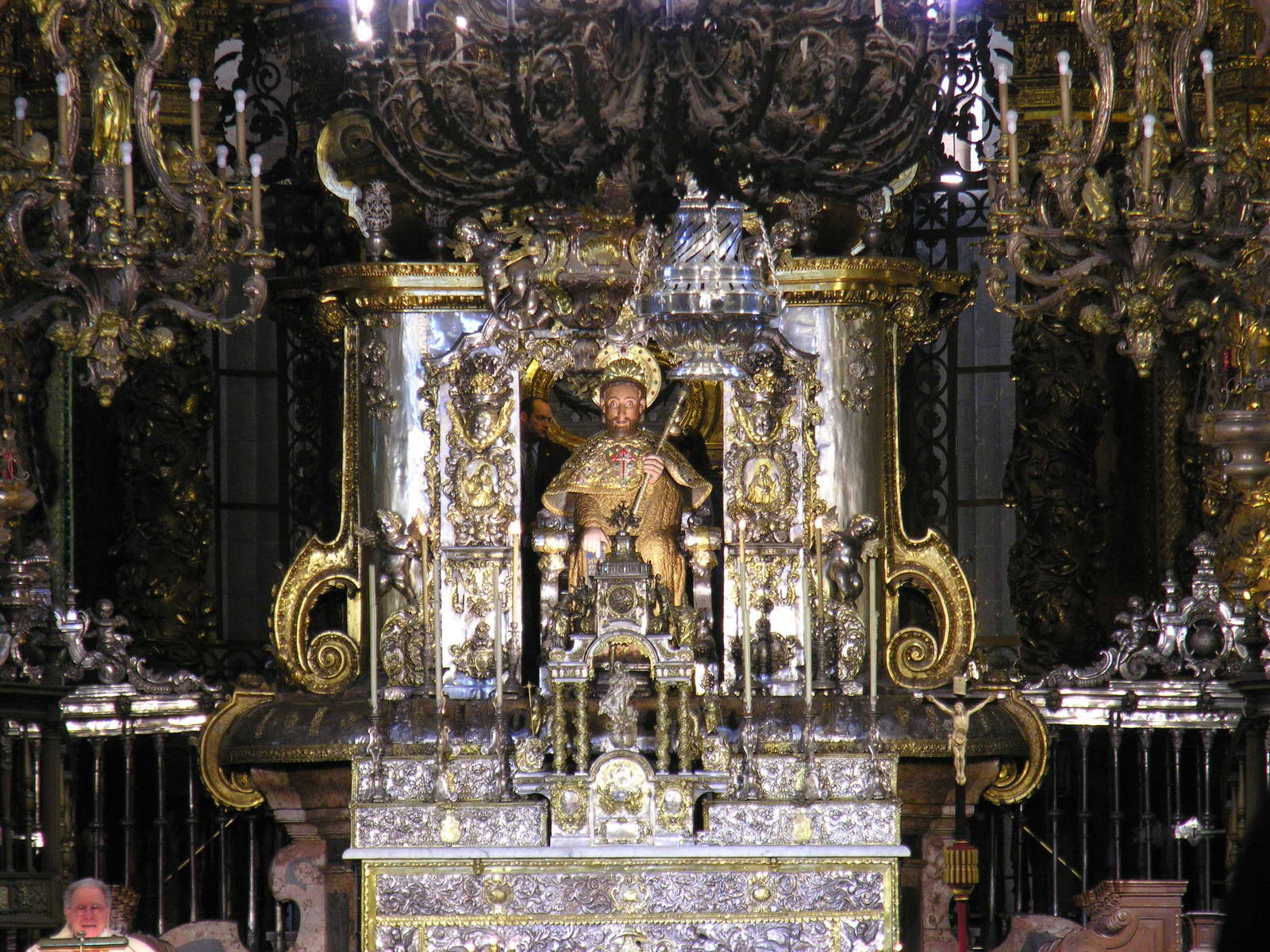
Représentation de saint Jacques-le-Majeur (ou Santiago ou James) sur un autel, cathédrale de Saint-Jacques-de-Compostelle.

Comme prénom, il était répandu dans le Centre-Ouest écrit avec ou sans « s » final, jusqu'au XXe siècle (prononcer [Jame] ou [jhame] en poitevin) et il était également employé au féminin.
Comme nom de famille, James est répandu en France (principalement en Normandie (Manche et Calvados)), tout comme la variante Jammes et les hypocoristiques Jamot, Jamet, Jamin (qui est parfois un diminutif de Benjamin), etc.

## Prénom anglais
L'écriture du prénom anglais, issu lui-même du français (introduit en Angleterre après la conquête normande de 1066) est la même. Seule sa prononciation diffère : /dʒeɪmz/. Cependant on le rencontre parfois écrit Jaymes. Il possède de nombreux diminutifs usuels : Jim, Jay, Jamie, Jimbob, Jaimie, Jimmy, Jimmie, Jimi, Jamesy, Jame, Jimbo, Jake, Jack, Jem, Jems, Jemmy, Jameth, Jamey, Djim.
Ses équivalents féminins sont : Jamie, Jamesina, Jayme, Jaymie, Jaimie, Jamilie.